# Districtul Na Khu
Na Khu (în thailandeză นาคู) este un district (Amphoe) din provincia Kalasin, Thailanda, cu o populație de 31.510 locuitori și o suprafață de 203,0925 km².

## Componență
Districtul este subdivizat în five subdistricte (tambon), care sunt subdivizate în 54 de sate (muban).
| Nr. | Nume           | În thailandeză | Sate | Locuitori |  |
| --- | -------------- | -------------- | ---- | --------- |  |
| 1.  | Na Khu         | นาคู            | 13   | 9,799     |  |
| 2.  | Sai Na Wang    | สายนาวัง        | 8    | 4,117     |  |
| 3.  | Non Na Chan    | โนนนาจาน       | 9    | 4,747     |  |
| 4.  | Bo Kaeo        | บ่อแก้ว          | 14   | 8,780     |  |
| 5.  | Phu Laen Chang | ภูแล่นช้าง        | 10   | 4,067     |  |